# トゥールヴィル (原子力潜水艦)
トゥールヴィル（フランス語: Tourville）は、フランス海軍の原子力潜水艦。シュフラン級原子力潜水艦の3番艦。艦番号はS 637。母港はトゥーロンである。

## 艦歴
「トゥールヴィル」は、DCNシェルブール工廠で2011年6月28日に起工された。2023年7月20日に進水し、2024年7月12日から海上公試を開始、11月16日にはフランス国防調達庁に引き渡しが行われた。2025年7月4日に就役。